# Auto Euro Indonésie
PT. Auto Euro Indonésie est une coentreprise fondée en 2001 entre Renault SA et le PT. Groupe Indomobil pour l'assemblage et la distribution des voitures pour le marché local. Elle se trouve à Jakarta, Indonésie.